# August Ludwig Koch
August Ludwig Koch (* 19. September 1791 in Sülze; † 12. September 1866 in Schwerin) war ein deutscher Jurist, Bürgermeister und Salinebeamter.
August Ludwig Koch wurde als Sohn von (Johann) Friedrich (Theodor) Koch (1754–1827), Direktor und Oberamtmann der Saline Sülze, geboren. Er studierte Rechtswissenschaften an der Rostock (1809) und Heidelberg (1811). Nach bestandenem Examen wurde er am 21. Juli 1813 im Alter von 22 Jahren erster Bürgermeister und Stadtrichter der Stadt Sülz. Nach dem Tod seines Vaters im Jahr 1827 trat Koch von seiner Stelle als Bürgermeister zurück und übernahm das Amt der Direction der Saline Sülze. Bereits sein Urgroßvater Johann Georg Koch (1685–1749) war Direktor einer Saline im hessischen Nauheim. August Ludwig Koch war seit 1822 Mitglied der naturforschenden Gesellschaft zu Rostock, seit 1835 des Vereins für Mecklenburgische Geschichte, seit 1846 des entomologischen Vereins zu Stettin und seit 1847 des Vereins für Freunde der Naturwissenschaften in Mecklenburg. Koch war sowohl Amtsrath (16. Mai 1829) als auch Geheimer Amtsrath (2. November 1839) zu Sülz. Sein Buch Geschichte der Saline zu Sülz trägt heute maßgeblich zum Wissen um die Geschichte der Saline Sülze und die Salzstraßen Sülze–Damgarten–Dändorf–Wismar sowie Sülze–Trebel–Peene–Kummerower See–Malchin bei.

## Werke
- August Ludwig Koch: Geschichte der Saline zu Sülz. In: Jahrbücher des Vereins für Mecklenburgische Geschichte und Altertumskunde. Band 11, 1846, S. 97–122 (Digitalisat).